# Mieczyk błotny
Mieczyk błotny (Gladiolus palustris Gaud.) – gatunek rośliny wieloletniej należący do rodziny kosaćcowatych.

## Rozmieszczenie geograficzne
Występuje w Europie od Francji na zachodzie po Ukrainę na wschodzie. W Polsce współcześnie znany z dwóch stanowisk: Rezerwat przyrody Łąka Sulistrowicka oraz okolice Kondratowa.

## Morfologia

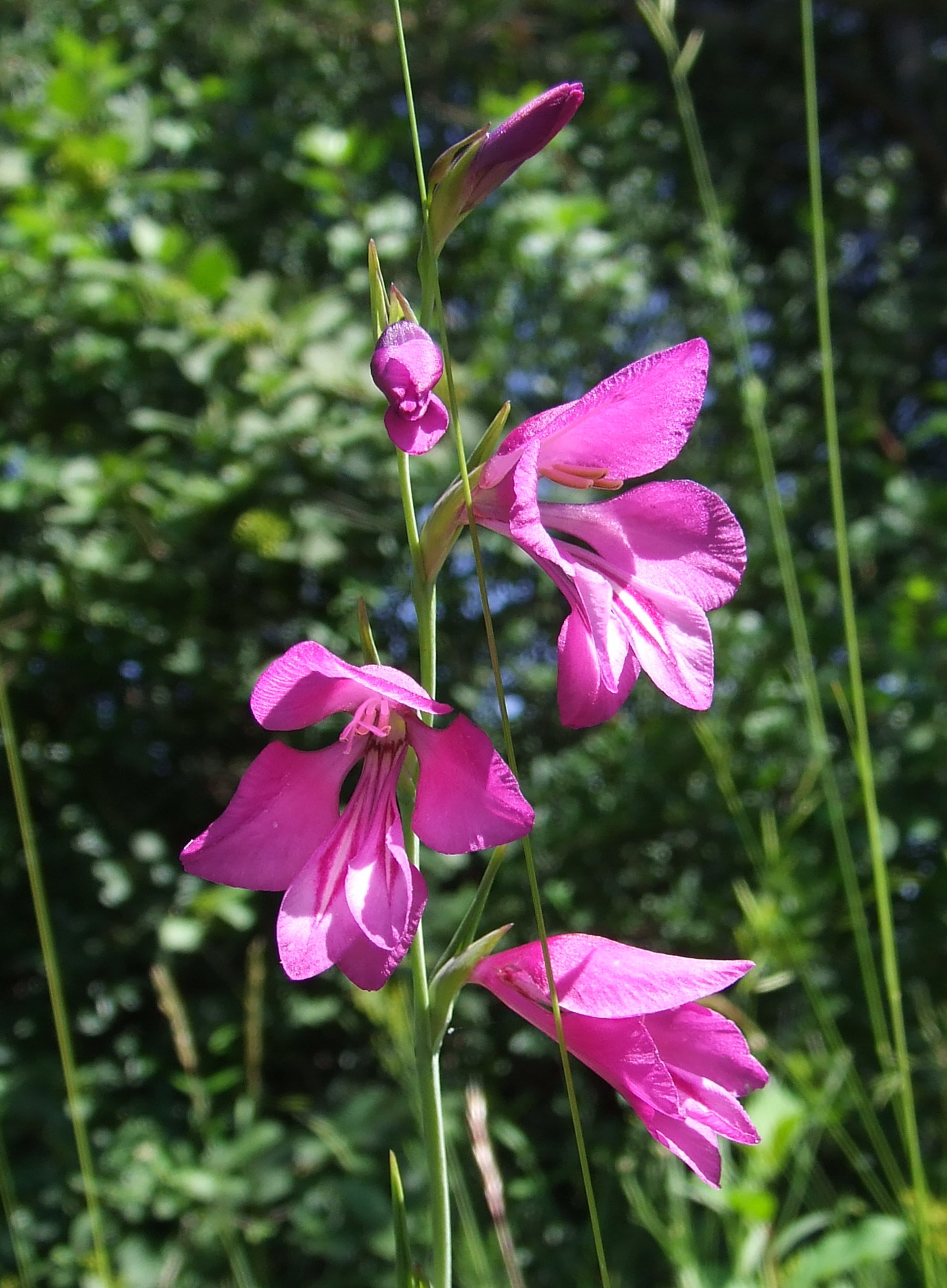
Mieczyk błotny

ŁodygaPojedyncza, do 60 cm wysokości.
LiścieMieczowate, pochwiaste. Resztki pochew liściowych okrywających bulwę tworzą oczkową sieć.
Kwiaty2-5, liliowo-czerwone, zebrane w luźne grono.
OwocGładka, sześciobruzdowa, zaokrąglona na szczycie torebka.

## Biologia i ekologia
Bylina, geofit. Rośnie na wilgotnych łąkach. Kwitnie w czerwcu i lipcu. 

## Zagrożenia i ochrona
Gatunek objęty w Polsce ścisłą ochroną.
Polskie Towarzystwo Ochrony Przyrody „Salamandra” realizuje program reintrodukcji tego gatunku w Wielkopolsce.
Kategorie zagrożenia:
- Kategoria zagrożenia w Polsce według Czerwonej listy roślin i grzybów Polski (2006)[7]: E (wymierający); 2016: CR (krytycznie zagrożony)[8].
- Kategoria zagrożenia w Polsce według Polskiej Czerwonej Księgi Roślin[9]: CR (critical, krytycznie zagrożony).